# Sữa bay hơi

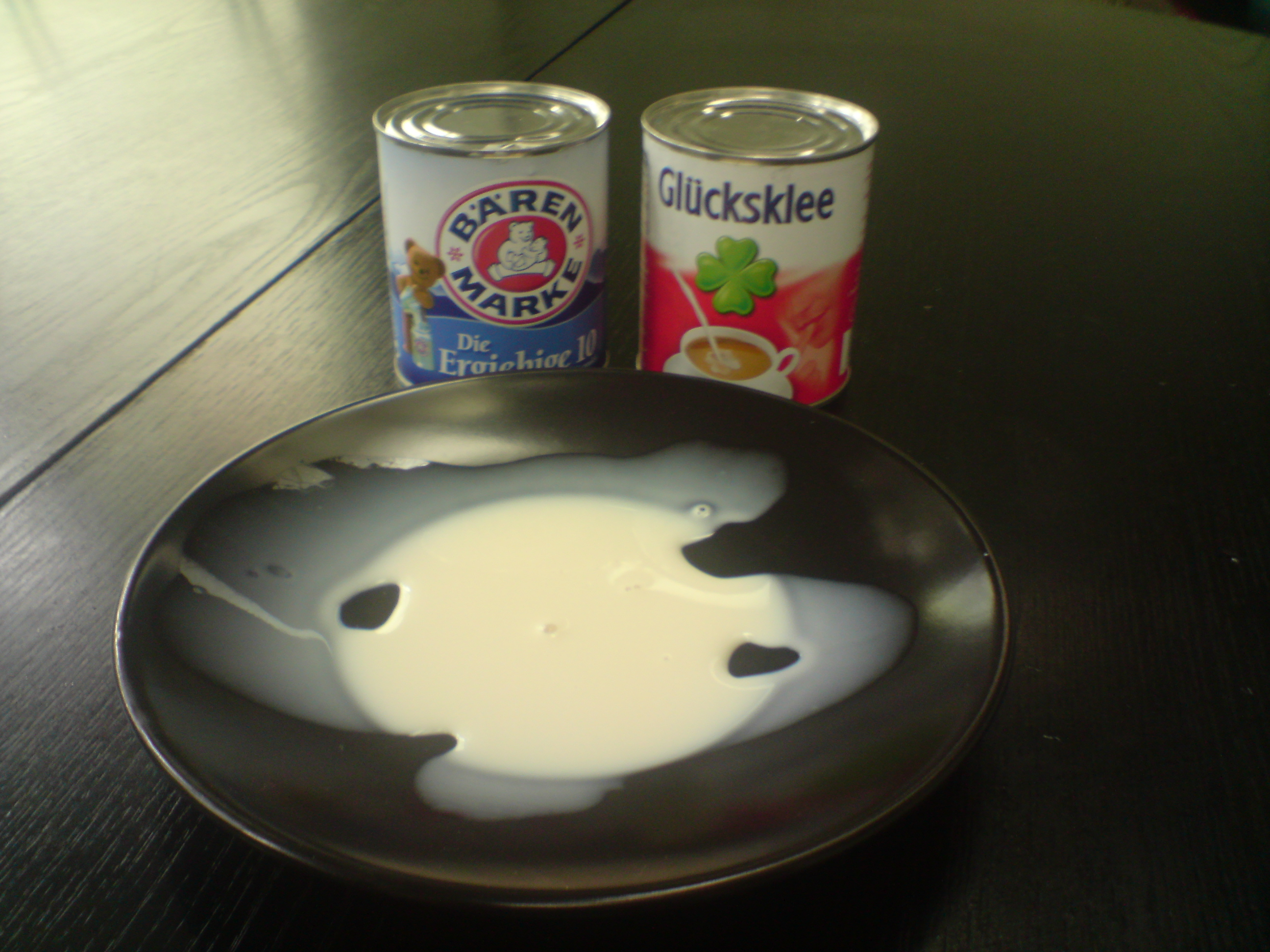
Một đĩa sữa bay hơi

Sữa bay hơi, hay còn được biết đến như sữa đặc không đường tại một số quốc gia, là sản phẩm sữa không đường có nguồn gốc từ sữa bò, trong đó khoảng 60% nước đã được loại bỏ khỏi sữa tươi. Nó khác với sữa đặc có đường, có chứa thêm đường. Sữa đặc có đường cần ít chế biến hơn để bảo quản vì đường bổ sung sẽ gây ức chế đến sự phát triển của vi khuẩn. Quy trình sản xuất bao gồm sự bay hơi của 60% nước từ sữa, tiếp theo là sự đồng hóa, đóng hộp, và khử trùng.
Sữa bay hơi chiếm một nửa không gian dinh dưỡng tương đương với sữa tươi. Khi sản phẩm dạng lỏng được trộn với một lượng nước theo tỷ lệ (150%), sữa bay hơi sẽ trở thành dạng thô tương đương với sữa tươi. Điều này làm cho sữa bay hơi trở nên hấp dẫn đối với một số mục đích vì nó có thể có hạn sử dụng hàng tháng hoặc thậm chí hàng năm, tùy thuộc vào hàm lượng chất béo và đường. Điều này làm cho sữa bay hơi rất phổ biến trước khi làm lạnh như một chất thay thế an toàn và đáng tin cậy cho sữa tươi dễ hỏng, vì nó có thể được vận chuyển dễ dàng đến các địa điểm thiếu phương tiện sản xuất hoặc bảo quản sữa an toàn.

## Công thức của trẻ sơ sinh
Vào những năm 1920 và 1930, sữa bay hơi bắt đầu được bán rộng rãi trên thị trường với giá rẻ. Ví dụ, Nhà máy Christian Diehl Brewery bắt đầu kinh doanh vào năm 1922, sản xuất sữa bay hơi nhãn hiệu Jerzee như một phản ứng đối với Đạo luật Volstead. 
Một số nghiên cứu lâm sàng trong khoảng thời gian đó cho thấy trẻ bú sữa công thức bay hơi phát triển tốt như trẻ bú sữa mẹ. Các công thức hiện đại của Tổ chức Y tế Thế giới coi việc cho con bú sữa mẹ, trong hầu hết các trường hợp, là tốt cho sức khỏe của trẻ sơ sinh vì sữa non trong quá trình sản xuất sữa sớm, cũng như hàm lượng dinh dưỡng cụ thể của sữa mẹ.

## Sản phẩm

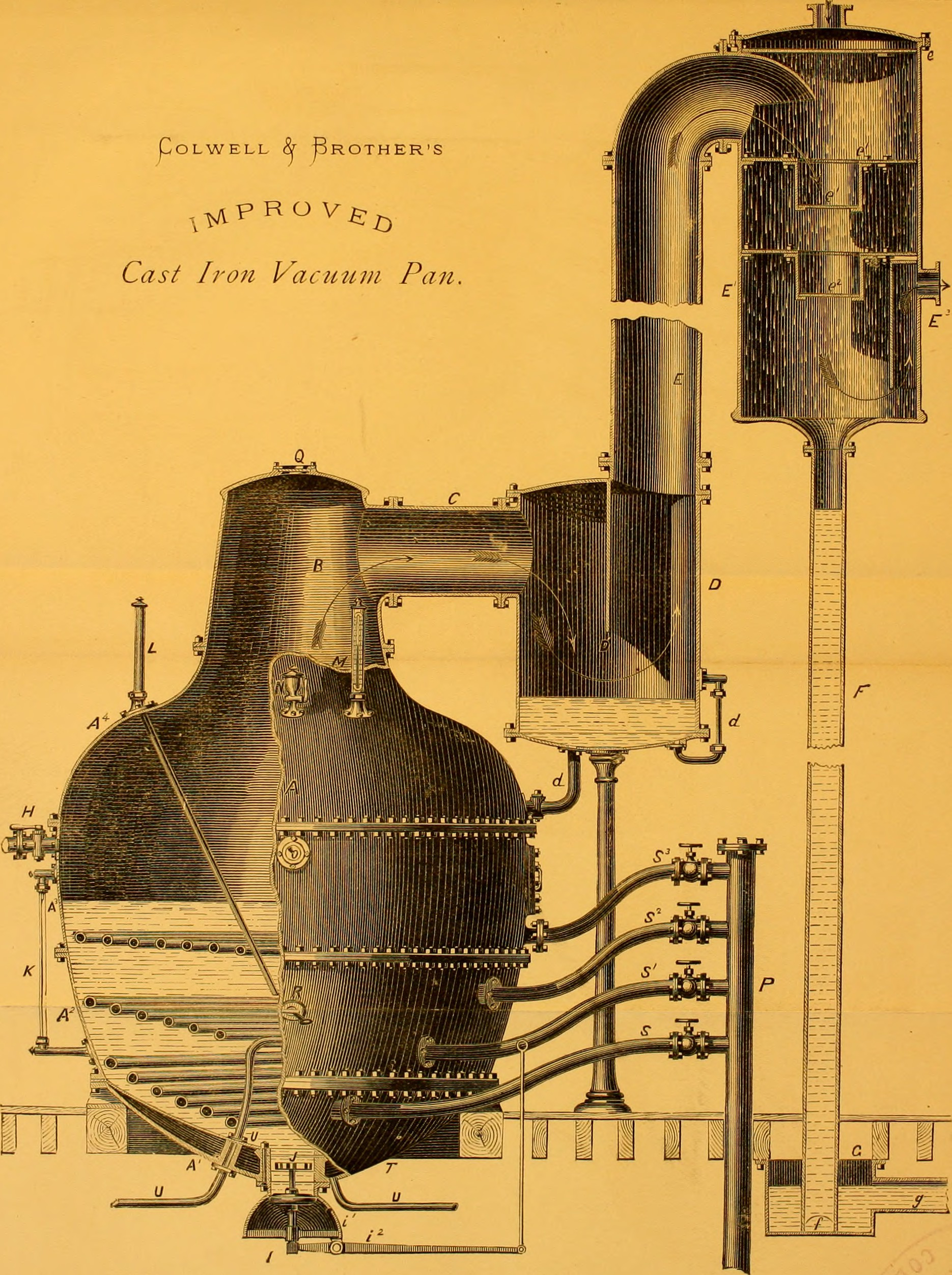
Chảo chân không bằng gang Colwell & Brothers, để làm bay hơi sữa, thập niên 1860

Sữa bay hơi được làm từ sữa tươi đồng nhất đã loại bỏ 60% nước. Sau khi loại bỏ nước, sản phẩm được làm lạnh, ổn định, tiệt trùng và đóng gói. Nó được khử trùng thương mại ở 240–245 °F (115–118 °C) trong 15 phút. Hương vị được caramel hóa là kết quả của quá trình nhiệt độ cao (phản ứng Maillard), và nó có màu hơi sẫm hơn so với sữa tươi. Quá trình bay hơi là chất dinh dưỡng và năng lượng thực phẩm (kcal); sữa cô đặc chưa hoàn nguyên chứa nhiều chất dinh dưỡng và calo hơn sữa tươi trên một đơn vị thể tích.

## Chất phụ gia
Sữa bay hơi thường chứa disodium phosphate (chất hỗ trợ chế biến để ngăn đông tụ) và carrageenan (để "ổn định", tức là ngăn chất rắn lắng xuống) cũng như bổ sung vitamin C và D.

## Sự hoàn nguyên và thay thế

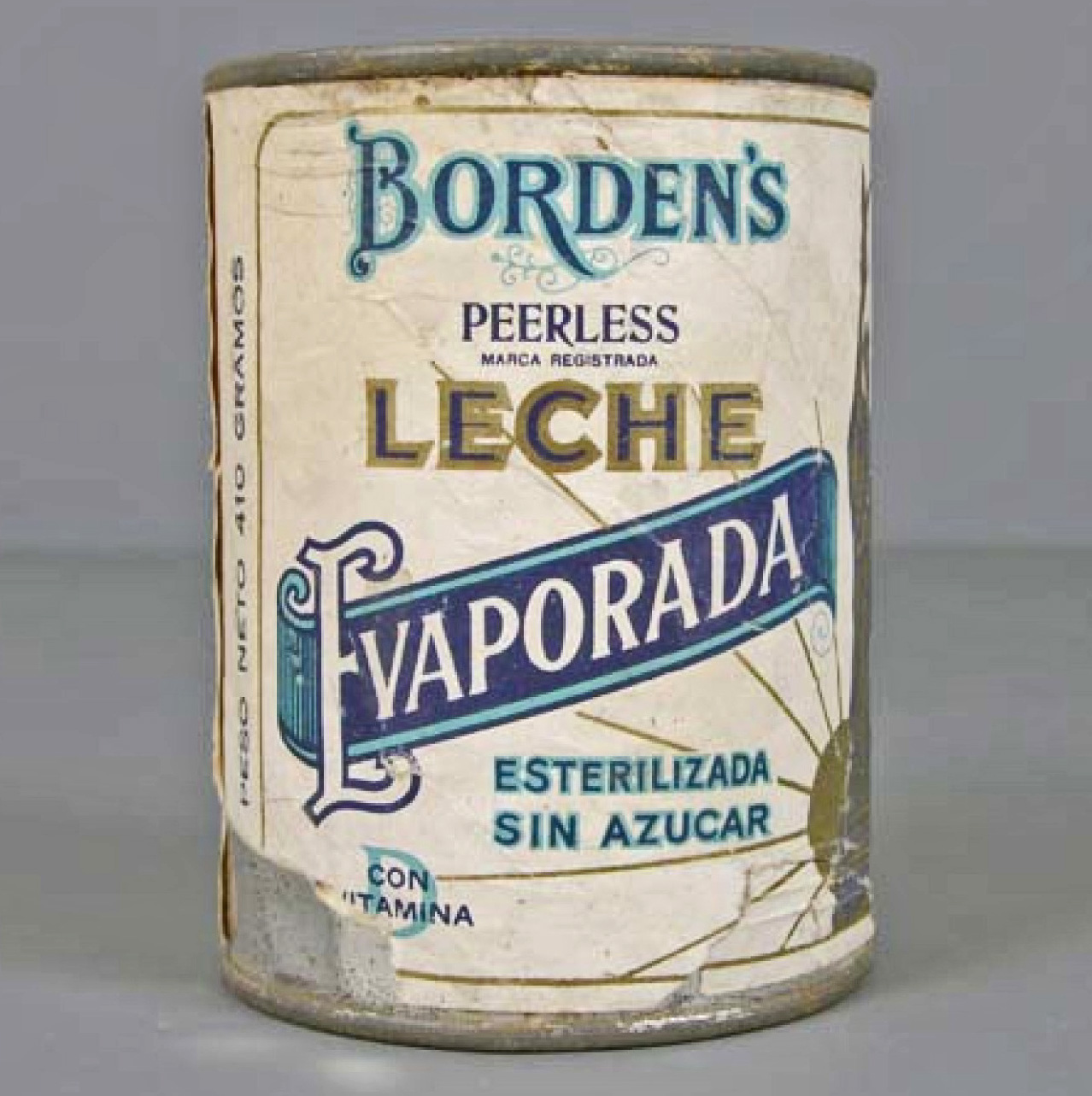
Lon sữa bay hơi của Borden's từ nửa sau thế kỷ 20. Từ bộ sưu tập Museo del Objeto del Objeto ở Thành phố México.

Sữa bay hơi đôi khi được sử dụng ở dạng cô đặc trong trà hoặc cà phê, hoặc làm lớp phủ cho món tráng miệng. Sữa bay hơi hoàn nguyên, gần tương đương với sữa bình thường, được pha theo thể tích 1 phần sữa đặc với 1 1/4 phần nước.

### Hoa Kỳ
Theo Bộ luật Quy định Liên bang của Hoa Kỳ, Tiêu đề 21, Chương 1, Phần 131, Phần phụ B, Mục 130 "Sữa bay hơi", (tháng 4 năm 2006)

   (a) Mô tả. Sữa cô đặc là thức ăn lỏng thu được từ
loại bỏ một phần nước chỉ từ sữa. Nó chứa không ít hơn 6,5% 
tính theo trọng lượng của chất béo sữa, không ít hơn 16,5% tính theo trọng lượng của
chất rắn sữa không béo, và không ít hơn 23% tính theo trọng lượng của tổng sữa đặc. Sữa bay hơi có bổ sung vitamin D theo quy định của
đoạn (b) của phần này. Nó được đồng nhất hóa, được niêm phong trong một
thùng chứa và được xử lý bằng nhiệt, trước hoặc sau khi niêm phong, như
để ngăn ngừa hư hỏng.
...

Các phần (b)–(f) của quy tắc trên quy định việc bổ sung vitamin, các thành phần tùy chọn, phương pháp phân tích, danh pháp và tuyên bố trên nhãn.

### Canada
Sữa bay hơi ở Canada được định nghĩa là sữa mà nước đã được cô đặc và chứa ít nhất 25% chất rắn sữa và 7,5% chất béo sữa. Nó có thể chứa thêm vitamin C nếu lượng tiêu thụ hàng ngày của sản phẩm này chứa từ 60 đến 75 miligam và cũng có thể chứa vitamin D với lượng không dưới 300 Đơn vị quốc tế và không quá 400 Đơn vị quốc tế. Natri biphosphat hoặc natri citrat (hoặc cả hai) có thể được thêm vào, cũng như chất nhũ hóa.

### Hạn sử dụng
Hạn sử dụng của sữa bay hơi đóng lon thay đổi tùy theo cả hàm lượng được thêm vào và tỷ lệ chất béo của nó. Đối với sản phẩm không đường thông thường, thời gian sử dụng có thể kéo dài 15 tháng trước khi xảy ra bất kỳ sự mất ổn định đáng chú ý nào.

## Các nhà sản xuất nổi tiếng
Sữa bay hơi được bán bởi các nhà sản xuất nổi tiếng như:
- Carnation Evaporated Milk (thương hiệu hiện thuộc sở hữu của Nestlé và được cấp phép cho Smuckers ở Canada)
- Dairy Isle (Canada, bởi ADL)
- PET Evaporated Milk (hiện đang được quản lý bởi Smuckers)
- Magnolia evaporated milk - (hiện được sản xuất bởi Eagle Family Food, thuộc sở hữu của Smuckers)
- Viking Melk (Na Uy) - phát minh bởi Olav Johan Sopp năm 1891, thương hiệu của Nestlé từ năm 1897
- F&N Evaporated Milk
- California Farms Evaporated Milk
- Rainbow Milk, một thương hiệu của Royal Friesland Foods
- Nordmilch AG (nay là DMK Deutsches Milchkontor) - Đức
- Jerzee Evaporated Milk (được mua vào năm 2006 từ Diehl Food Products)
- O-AT-KA Evaporated Milk
- Ferdi Evaporated Milk (Malaysia)
- Vitalait Evaporated Milk (Sénégal)
- Luna Evaporated Milk (Ả Rập Xê Út)
- Gloria Evaporated Milk (Peru)